# Rue des Degrés
Die Rue des Degrés (dt. „Straße der Stufen“) ist mit 5,50 Metern Länge und 3,30 Metern Breite die kürzeste Straße von Paris und eine der kürzesten Straßen weltweit. Sie liegt im 8. Quartier, dem Quartier Bonne-Nouvelle, im 2. Arrondissement (Bourse) in der Nähe der Porte Saint-Denis. Die Straße besteht aus 14 Treppenstufen, die von der Rue de Cléry zur parallel verlaufenden Rue Beauregard führen.

## Geschichte
Die Rue des Degrés ist eine von mehreren Parallelstraßen, die die Ringstraße vor dem Graben der Stadtmauer Karls V. – der heutigen Rue de Cléry – mit dem 6. Bollwerk der Stadtmauer Ludwigs XIII. miteinander verbinden. An Stelle des Bollwerks liegt heute ein kleiner Hügel, la butte Bonne-Nouvelle, der durch Anhäufung von Abfällen außerhalb der Stadtmauer entstanden ist. Die Häuser an der Rue des Degrés haben auf dieser Seite weder Türen noch Fenster; letztere gab es zwar früher, aber sie wurden zugemauert. In der Mitte des 17. Jahrhunderts erhielt die Rue des Degrés ihren Namen.

## Erreichbarkeit
Die nächsten Metrostationen sind:
- Bonne Nouvelle
- Strasbourg – Saint-Denis

## Rezeption
Im Film Monsieur Ibrahim und die Blumen des Koran aus dem Jahr 2003 (Regie: François Dupeyron) treffen sich die Prostituierten in der Rue des Degrés. 